# آدا شارما
آدا شارما (بالإنجليزية: Adah Sharma) هي ممثلة هندية، ولدت في 11 مايو 1992 في الهند.

## وصلات خارجية
- آدا شارما على موقع IMDb (الإنجليزية)
- آدا شارما على موقع قاعدة بيانات الأفلام العربية
- آدا شارما على موقع قاعدة بيانات الفيلم (الإنجليزية)